# Qoo10
Qoo10(큐텐)은 G마켓 설립자 구영배와 이베이의 조인트 벤처로 2010년 설립 되었다. 합작회사는 자산 2000만 달러 규모로 설립되었고, 구영배 전 사장이 51%, 이베이가 49% 출자하였다. 현재 싱가포르, 인도네시아, 말레이시아, 중국, 홍콩 등 총 5 개 지역에서 인터넷 쇼핑몰을 운영 하고 있다. 현재 싱가포르에서는 1위 쇼핑사이트이다.

## 개요
Qoo10(큐텐)은 싱가포르에 본사를 둔 동남아시아 전자 상거래 플랫폼이다. 싱가포르, 인도네시아, 말레이시아, 중국 대륙, 홍콩에 지역 오픈 마켓을 운영하고 있으며 국제 온라인 마켓플레이스도 한 곳 운영한다. 중소기업 상인들을 위한 플랫폼과 서비스에 최적화되어 있다.

## 역사
Qoo10은 2010년 Giosis Pte. Ltd.에 의해 Qoo10 Pte. Ltd.의 자회사로서 설립되었으며 Giosis Pte. Ltd.는 G마켓의 설립자 구영배와 이베이 간의 합작투자로 인해 설립되었다.
2007년 12월, G마켓은 일본에 설립되었다. G마켓은 2008년 12월 싱가포르에 설립되었다.
2009년 4월, 구영배는 G마켓을 이베이에 매각하였다.
2010년 5월, 싱가포르와 일본 시장을 추가 개발하고 해당 지역을 확장시키기 위해 구영배와 이베이 간 합작벤처로서 Giosis Pte. Ltd.가 설립되었다.
2011년 3월과 4월, G마켓은 인도네시아와 말레이시아에 각각 설립되었다. 9월, G마켓은 글로벌 시장을 런칭하였다.
2011년 9월, 닷컴 사이트가 오픈되었다.
2012년 5월, G마켓은 Qoo10으로 브랜드가 변경되었다.
2013년 1월, Qoo10이 중국에 설립되었다.
2015년 7월, SPH 투자에 참여(자본금 2억불)하였고 2016년, 전체 사이트 거래액 8억불, 회원수 1100만 돌파하였다. 2016년 9월, Qoo10수출지원센터가 설립되었다.

## 같이 보기
- 티몬
- 위메프

## 참고 문헌
- 구영배, 큐텐의 '아시아 단일 온라인쇼핑몰' 꿈에 성큼
- 팬아시아 e커머스 `큐텐` 수출길 연다